# Tolchester
Tolchester – jednostka osadnicza w Stanach Zjednoczonych, w stanie Maryland, w hrabstwie Kent.